# Хліборобство

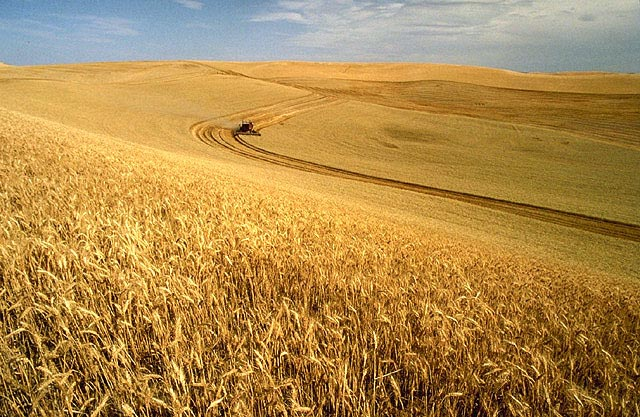
Пшеничне поле

Хліборобство — галузь рільництва, пов'язана з вирощуванням хліба.
Включає вирощування польових зернових культур, які використовуються для виготовлення різних сортів хлібо-булочних виробів, а саме:
| - Гречка - Дагуса - Жито - Кукурудза - Могар - Овес - Пайза | - Просо - Пшениця - Рис - Сорго - Чумиза - Щириця - Ячмінь |

На етнічній території України населення здавна займалося хліборобством. У давні часи трипільської культури, ще чотири тисячі років до н. е., вирощування злаків посідало чільне місце серед інших видів господарських занять — таких, як мисливство, збиральництво, рибальство, до певної міри тваринництво. Сприятливі кліматичні умови, погідний ландшафт, родючі чорноземи спонукали до праці у полі. Минали тисячоліття, відбувалися переміщення давніх хліборобських племен з місця на місце, і все ж хто б не оселявся на тій землі — неодмінно відновлював традиції вирощування хлібних злаків.
У результаті безперервної протягом століть хліборобської діяльності на сучасній території України створилися багаті народні традиції у плеканні зернових культур.